# Шакіма Вімблі
Шакіма Вімблі (англ. Shakima Wimbley) — американська легкоатлетка, спринтерка, чемпіонка світу в естафеті 4х400 метрів.

## Зовнішні посилання
- Досьє на сайті IAAF [Архівовано 13 серпня 2017 у Wayback Machine.]